# 阿尔泰飞蓬
阿尔泰飞蓬（学名：Erigeron altaicus）是菊科飞蓬属的植物。分布在俄罗斯以及中国大陆的新疆等地，生长于海拔2,500米的地区，常生长在高山草地和亚高山草甸，目前尚未由人工引种栽培。
种加名 altaicus 意为“阿尔泰的”。